# Alessandro De Vitis
Alessandro De Vitis (Piacenza, 15 febbraio 1992) è un calciatore italiano, centrocampista del Rimini.

## Biografia
È figlio di Antonio De Vitis, attaccante attivo negli anni ottanta e novanta, e nipote di Gino De Vitis, capitano del Lecce negli anni sessanta.

## Caratteristiche tecniche
Centrocampista dotato tecnicamente, gioca come mezzala; è abile negli inserimenti offensivi ed è dotato di un potente tiro dalla distanza.

## Carriera

### Club

#### Giovanili
Inizia a giocare a calcio nella squadra di Bussolengo; in seguito milita nelle giovanili del Piacenza prima e in quelle della Fiorentina dopo, spostandosi al seguito del padre che lavorava nel settore giovanile di queste due squadre. Con la formazione viola vince anche uno Scudetto nella categoria Allievi Nazionali. Nel 2009 viene acquistato a titolo definitivo dal Parma, che lo inserisce nella squadra Primavera, a seguito del passaggio del padre alla dirigenza emiliana.

#### I prestiti al Modena e Padova
Nella stagione 2011-2012 viene ceduto dalla società crociata in prestito in Serie B al Modena: il 13 agosto 2011 esordisce con i canarini subentrando al 71' della partita di Coppa Italia Modena-Frosinone (4-0). Il 4 settembre successivo realizza la sua prima rete da professionista nella partita Modena-Pescara 3-2. inizialmente titolare sotto la guida di Cristiano Bergodi, trova meno spazio dopo l'avvicendamento con Agatino Cuttone. Conclude la sua prima stagione in Serie B con 24 presenze e 2 gol in campionato e una presenza in Coppa Italia.
L'anno successivo viene nuovamente ceduto in prestito in Serie B, questa volta al Padova; con la maglia dei veneti esordisce il 12 agosto 2012, giocando dal primo minuto la partita di Coppa Italia Padova-Pisa, e totalizza 27 partite di Serie B mettendo a segno 2 gol.

#### Sampdoria e i prestiti al Carpi, SPAL e Latina
Il 2 agosto 2013 la Sampdoria comunica, dopo aver ufficializzato l'acquisto del giocatore a titolo definitivo dal Parma, la cessione di Alessandro a titolo temporaneo al Carpi. Il 7 settembre, durante la partita Spezia-Carpi (0-2), esordisce con la maglia carpigiana subentrando al 79' a Lorenzo Lollo. Conclude la sua stagione con sole 8 presenze totali
Il 4 agosto 2014, dopo essersi infortunato in ritiro precampionato con la Sampdoria, si opera al legamento crociato del ginocchio destro; i tempi di recupero sono stimati in 4-5 mesi. Il 12 gennaio 2015 è stato sottoposto ad un nuovo intervento per la ricostruzione del legamento crociato anteriore, terminando così in anticipo la propria annata.
Il 7 agosto 2015 si trasferisce a titolo temporaneo a Ferrara per giocare con la SPAL il Campionato di Lega Pro, che vincerà a due giornate dalla fine riportando la società ferrarese in serie B.
Il 2 agosto 2016 si trasferisce in prestito secco al Latina in Serie B. Il 17 settembre torna a segnare in serie B dopo tre anni nella partita interna col Benevento, pareggiata per 1-1. A fine stagione retrocede in serie C col club laziale, dopo aver totalizzato 27 presenze e 2 gol.

#### Pisa e Rimini
Il 30 agosto 2017 viene ceduto al Pisa, firmando un contratto triennale: il 9 giugno 2019, a epilogo dei play-off di Serie C, ottiene la promozione in Serie B. Il 20 ottobre 2019 ritrova il gol in serie B, nella partita casalinga col Crotone, pareggiata 1-1.
Il 5 agosto 2024, passa a titolo definitivo al Rimini, in Serie C, con cui firma un contratto biennale, con opzione per un'altra stagione.

### Nazionale
Vanta 52 convocazioni nelle Nazionali giovanili italiane con 46 presenze: di cui 7 con l'Under-16, 20 presenze e 2 gol in Under-17, altre 7 gare con l'Under-18, 9 presenze con 5 gol nell'Under-19 e 3 con 1 gol in Under-20.

## Statistiche

### Presenze e reti nei club
Statistiche aggiornate al 14 maggio 2025.
| Stagione        | Squadra         | Campionato      | Campionato | Campionato | Coppe nazionali | Coppe nazionali | Coppe nazionali | Coppe continentali | Coppe continentali | Coppe continentali | Altre coppe | Altre coppe | Altre coppe | Totale | Totale |
| Stagione        | Squadra         | Comp            | Pres       | Reti       | Comp            | Pres            | Reti            | Comp               | Pres               | Reti               | Comp        | Pres        | Reti        | Pres   | Reti   |
| --------------- | --------------- | --------------- | ---------- | ---------- | --------------- | --------------- | --------------- | ------------------ | ------------------ | ------------------ | ----------- | ----------- | ----------- | ------ | ------ |
| 2011-2012       | Modena          | B               | 24         | 2          | CI              | 1               | 0               | -                  | -                  | -                  | -           | -           | -           | 25     | 2      |
| 2012-2013       | Padova          | B               | 27         | 2          | CI              | 1               | 0               | -                  | -                  | -                  | -           | -           | -           | 28     | 2      |
| 2013-2014       | Carpi           | B               | 8          | 0          | CI              | 0               | 0               | -                  | -                  | -                  | -           | -           | -           | 8      | 0      |
| 2014-2015       | Sampdoria       | A               | 0          | 0          | CI              | 0               | 0               | -                  | -                  | -                  | -           | -           | -           | 0      | 0      |
| 2015-2016       | SPAL            | LP              | 19         | 0          | CI+CILP         | 0+3             | 0               | -                  | -                  | -                  | SLP         | 1           | 0           | 23     | 0      |
| 2016-2017       | Latina          | B               | 28         | 2          | CI              | 1               | 0               | -                  | -                  | -                  | -           | -           | -           | 29     | 2      |
| 2017-2018       | Pisa            | C               | 28+2       | 3          | CI+CI-C         | 0               | 0               | -                  | -                  | -                  | -           | -           | -           | 30     | 3      |
| 2018-2019       | Pisa            | C               | 25+6       | 2          | CI+CI-C         | 3+0             | 0               | -                  | -                  | -                  | -           | -           | -           | 34     | 2      |
| 2019-2020       | Pisa            | B               | 33         | 2          | CI              | 1               | 0               | -                  | -                  | -                  | -           | -           | -           | 34     | 2      |
| 2020-2021       | Pisa            | B               | 31         | 1          | CI              | 2               | 0               | -                  | -                  | -                  | -           | -           | -           | 33     | 1      |
| 2021-2022       | Pisa            | B               | 19+3       | 1          | CI              | 1               | 0               | -                  | -                  | -                  | -           | -           | -           | 23     | 1      |
| 2022-2023       | Pisa            | B               | 15         | 0          | CI              | 0               | 0               | -                  | -                  | -                  | -           | -           | -           | 15     | 0      |
| 2023-2024       | Pisa            | B               | 4          | 0          | CI              | 0               | 0               | -                  | -                  | -                  | -           | -           | -           | 4      | 0      |
| Totale Pisa     | Totale Pisa     | Totale Pisa     | 155+11     | 9          |                 | 7               | 0               |                    | -                  | -                  |             | -           | -           | 173    | 9      |
| 2024-2025       | Rimini          | C               | 19+1       | 1          | CI-C            | 3               | 0               | -                  | -                  | -                  | -           | -           | -           | 23     | 1      |
| Totale carriera | Totale carriera | Totale carriera | 279+12     | 16         |                 | 16              | 0               |                    | -                  | -                  |             | 1           | 0           | 209    | 16     |

## Palmarès

### Competizioni giovanili
- Campionato Allievi Nazionali: 1

Fiorentina: 2008-2009

#### Competizioni nazionali
- Lega Pro: 1

S.P.A.L.: 2015-2016
- Supercoppa di Lega Pro: 1

S.P.A.L.: 2016
- Coppa Italia Serie C: 1

Rimini: 2024-2025